# Colocleora calcarata
Colocleora calcarata är en fjärilsart som beskrevs av Claude Herbulot 1972. Colocleora calcarata ingår i släktet Colocleora och familjen mätare. Inga underarter finns listade i Catalogue of Life.